# Vlag van Mordovië
De vlag van Mordovië is een horizontale driekleur in de kleuren (vanaf boven) donkerrood, wit en blauw, waarbij de witte baan dubbel zo groot is als elk van de andere twee banen. In het midden van de witte baan staat een donkerrood achtpuntig kruis. De vlag werd officieel aangenomen op 30 maart 1995.
Het kruis is een gestileerde weergave van de zon en is op deze wijze onder meer ook te vinden is in de vlag van Oedmoertië. als een wegwijzer die de mens voor fouten heeft behoed. In tegenstelling tot in de vlag van Oedmoertië, is het symbool in de Mordovische vlag in vier delen verdeeld; dit symboliseert de vier stammen van het gebied.
De kleuren van de vlag zijn afgeleid van de traditionele nationale klederdracht van de republiek. Rood symboliseert de schepping en het leven. Wit staat voor spiritualiteit en zuiverheid van bedoelingen en gedachten. Blauw staat symbool voor de vruchtbaarheid van vochtige grond. Het zonneteken vertegenwoordigt niet alleen de zon, maar staat ook voor warmte, goedheid en openheid. Vier delen die samen één symbool vormen, benadrukken de eenheid van de belangrijkste etnische groepen in de republiek - de Moksha-en-Erzja-groepen van het Mordvin-volk, de Russen en de Tataren - wat heeft geleid tot evenwicht en stabiliteit in de regio.
Tot 20 mei 2008 was de hoogte-breedteverhouding 1:2; sindsdien is deze 2:3.